# Дзанеллато, Никколо
Никколо Дзанеллато (итал. Niccolò Zanellato, род. 24 июня 1998, Милан) — итальянский футболист, полузащитник клуба Серии В СПАЛ.

## Биография и клубная карьера
Родился в Милане 24 июня 1998 года, является воспитанником молодёжной академии одноименной местной команды. 28 мая 2017 года наставник «Милана» Винченцо Монтелла впервые включил игрока в заявку на выездную игру в рамках Серии А против «Кальяри», однако он остался в запасе и на поле не вышел. Дзанеллато дебютировал в составе «россонери» 24 августа 2017 года в матче Лиги Европы УЕФА против северомакедонской «Шкендии», отыграв весь матч, в котором «Милан» одержал победу со счетом 1:0.
30 января 2018 года он был отдан в аренду команде «Кротоне» сроком на полгода с обязательством последующего выкупа.
29 января 2022 года спортсмен подписал контрактное соглашение с феррарским клубом «СПАЛ» на срок до 30 июня 2024 года.

## Международная карьера
Никколо дебютировал в составе национальной молодежной сборной Италии 6 сентября 2019 года в товарищеском матче против сборной Молдовы (4:0).